# Gaming Innovation Group
Gaming Innovation Group Inc. (GIG) este o companie publică din Malta, care oferă cazinouri pentru afaceri, pariuri sportive și servicii de poker prin intermediul site-urilor sale de jocuri online: Guts.com, Rizk.com, Betspin.com, Superlenny. com, Thrills.com și Kaboo.com
GIG este o companie înregistrată în SUA care operează în Malta și alte cinci locații în Europa (Marbella, Oslo, Kristiansand, Gibraltar, Copenhaga). Compania este listată la Bursa din Oslo sub simbolul 'GIG'.

## Istorie
Gaming Innovation Group Ltd. a fost încorporată ca Donkr International Ltd. în 2008 în Malta. A fost holdingul companiei Innovation Labs Ltd., compania comercială care operează forumul online de poker Donkr.com. În 2012, Frode Fagerli și Robin Reed au devenit proprietari ai companiei și i-au numit Gaming Innovation Group Ltd.
Gaming Innovation Group a fost listat la Bursa din Oslo în iunie 2015.
În iunie 2016, grupul Gaming Innovation Group a achiziționat compania Betit Holdings pentru 54 de milioane de euro.
În ianuarie 2018, compania a deschis un nou sediu în Malta.